# Modernizm w Polsce

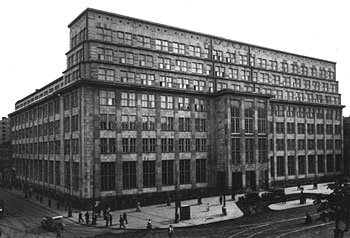
Gmach Banku Gospodarstwa Krajowego w Warszawie, 1928–1931 (1935)

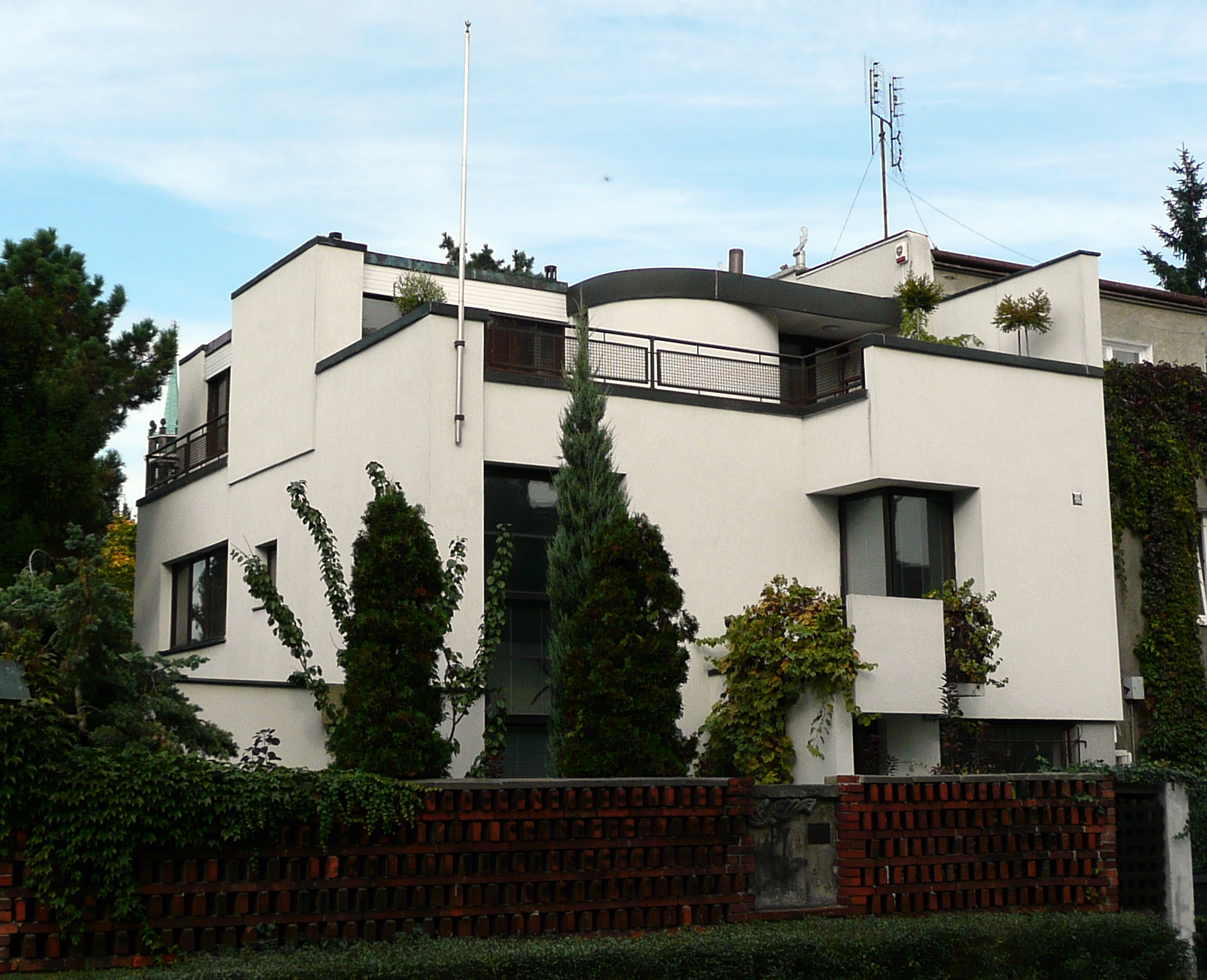
Dom własny Brukalskich w Warszawie, 1927 (2007)

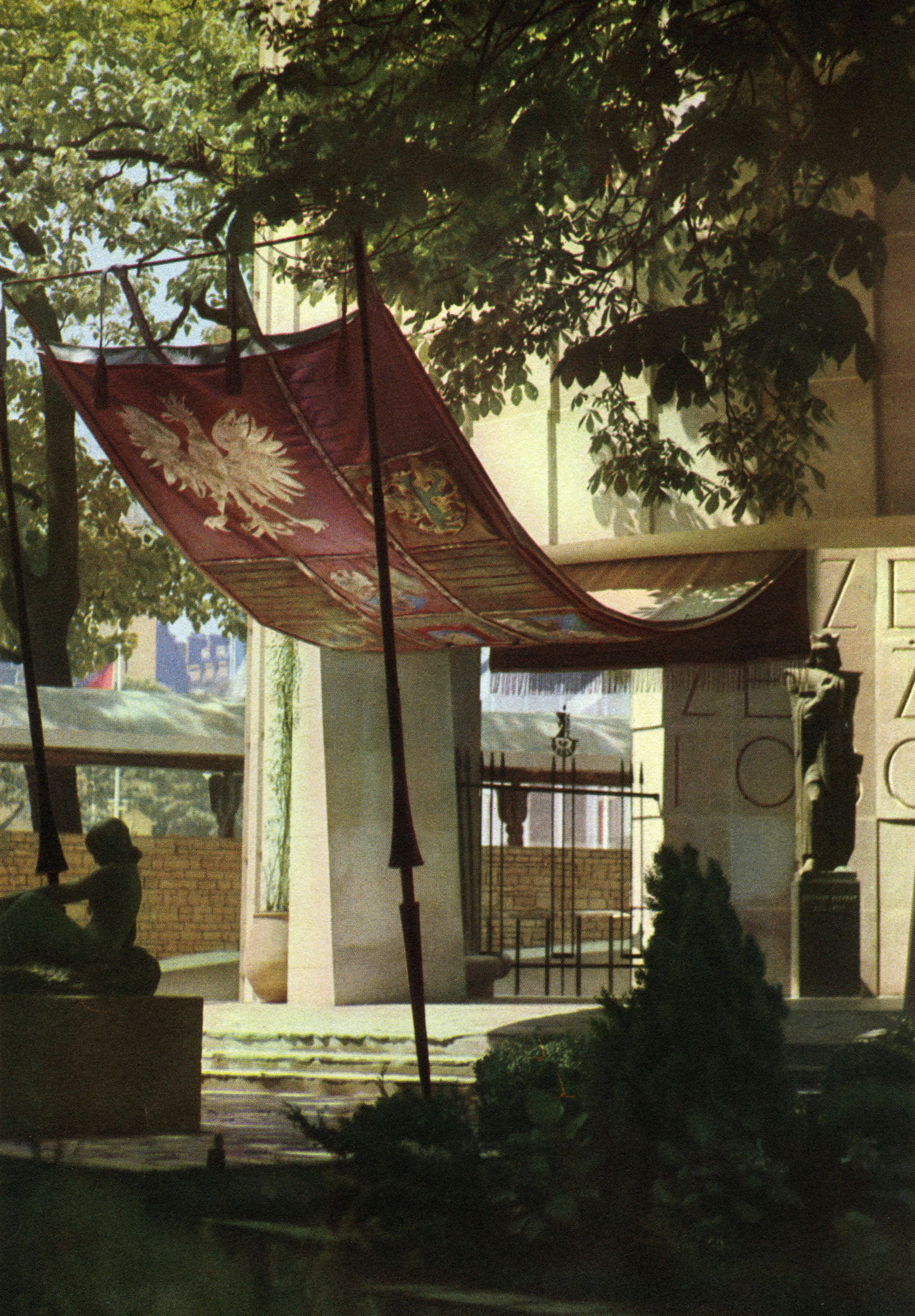
Pawilon polski na wystawie światowej w Paryżu (1937)

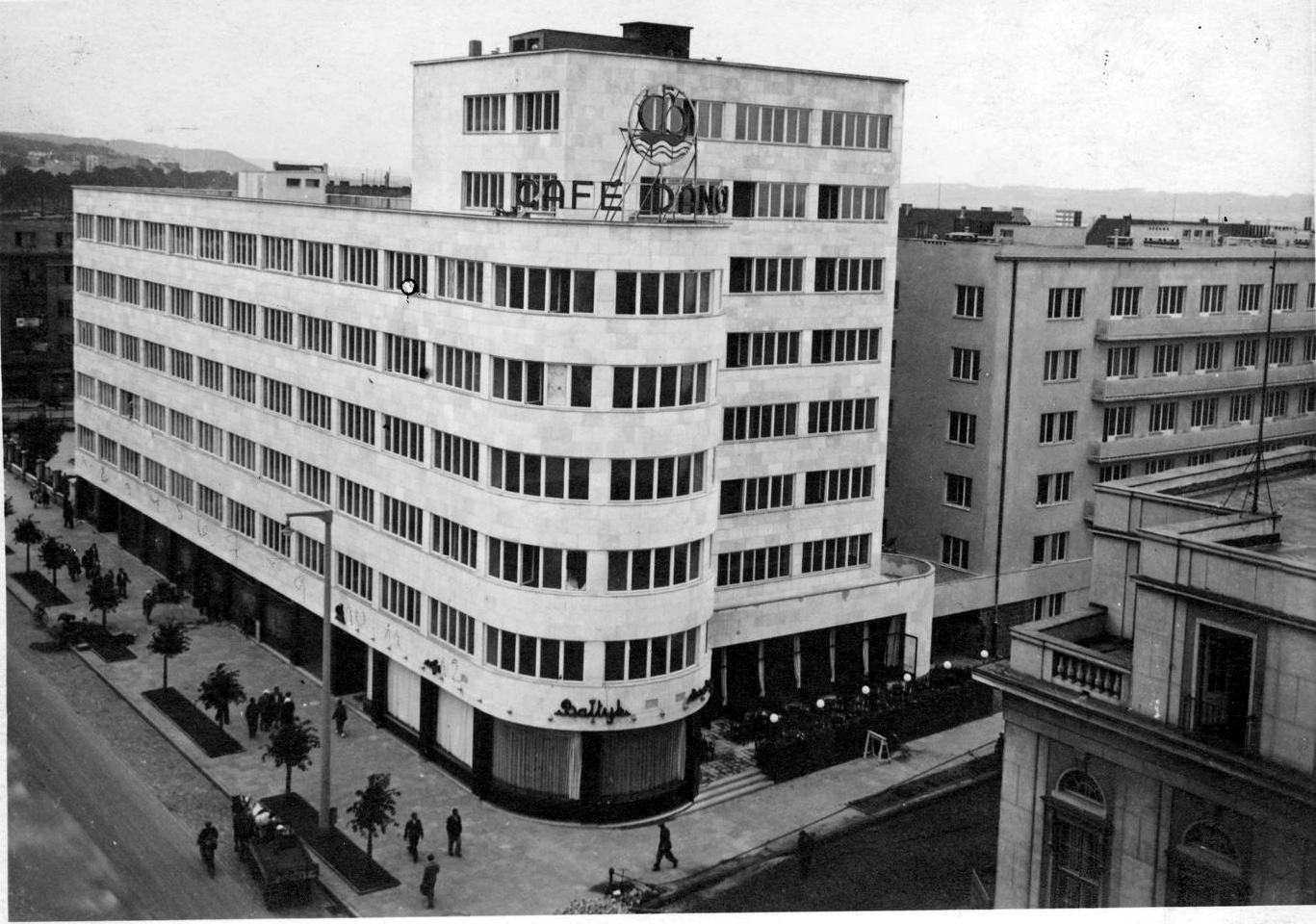
Zakład Ubezpieczeń Społecznych w Gdyni (1938)

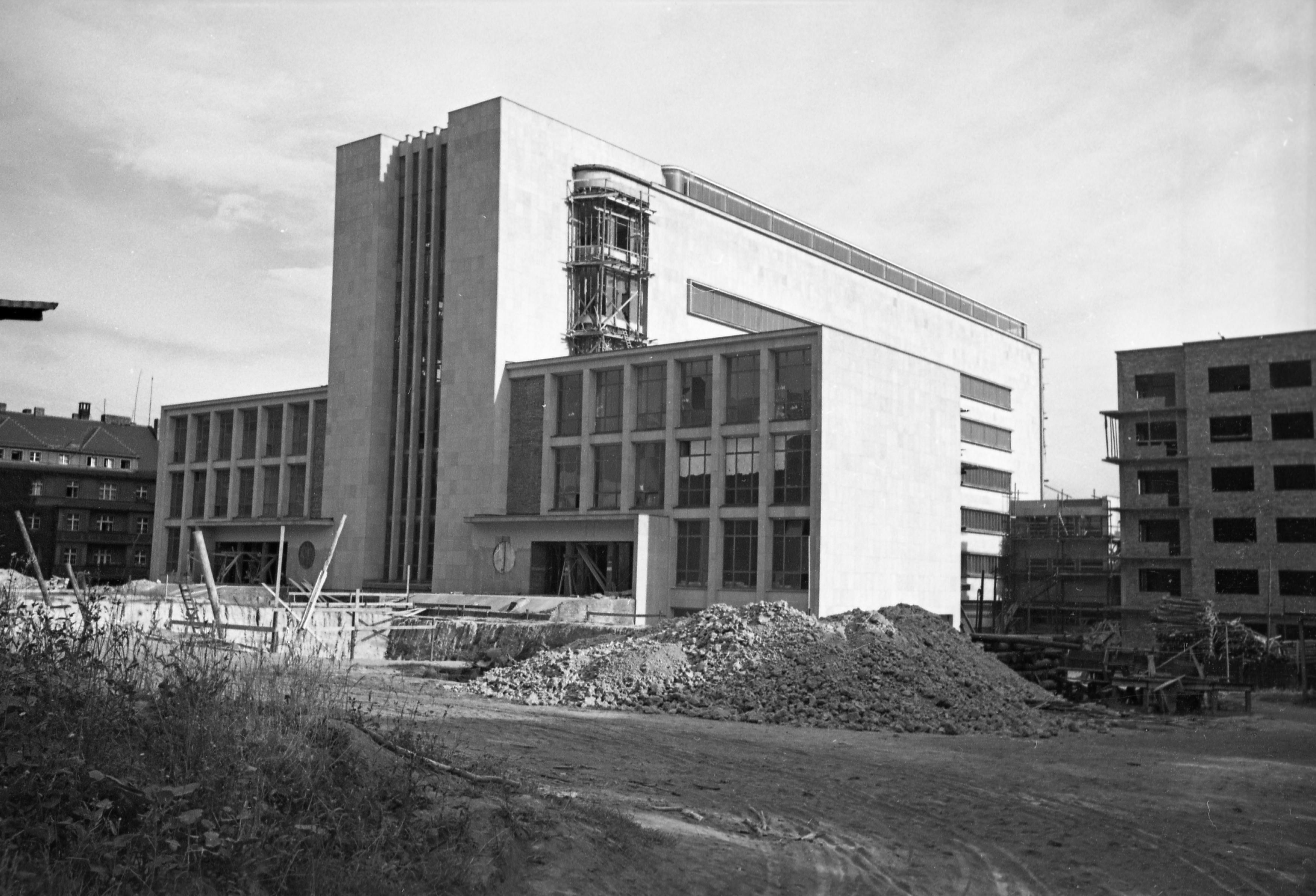
Muzeum Śląskie w Katowicach, 1936–1939, w budowie (1939)

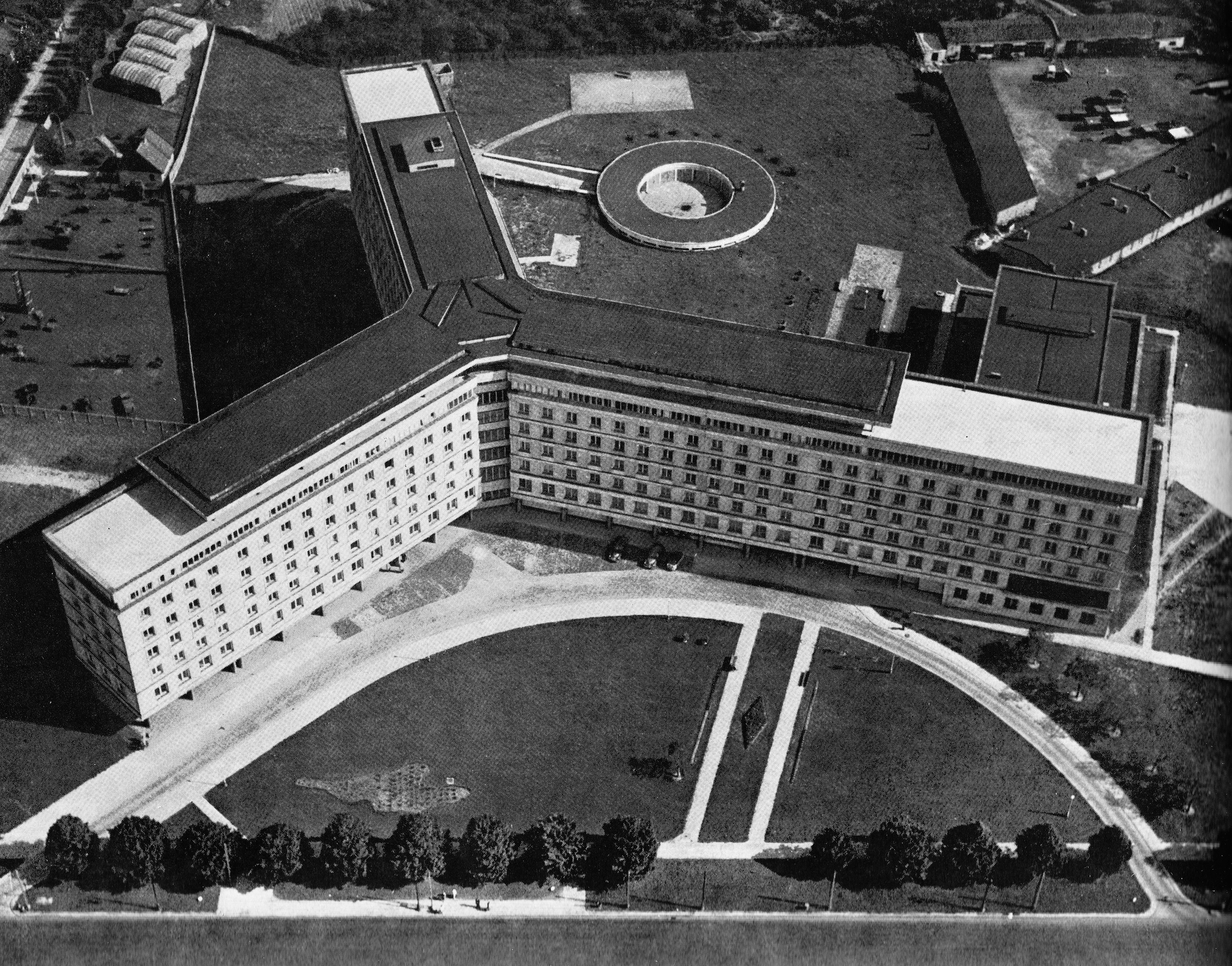
Główny Urząd Statystyczny (GUS) w Warszawie, 1948–1951 (1964)

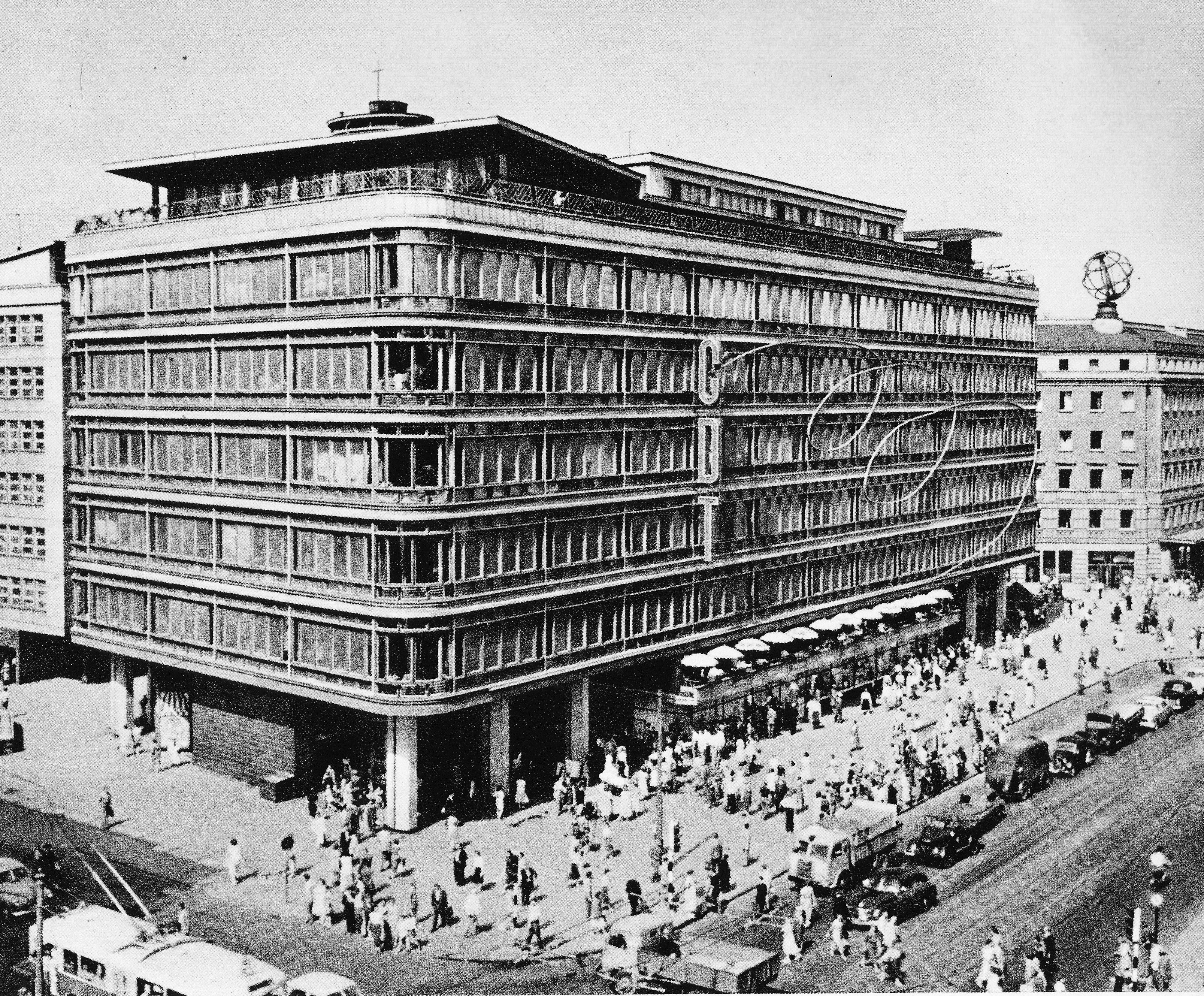
Centralny Dom Towarowy (CDT) w Warszawie, 1949–1951 (1966)

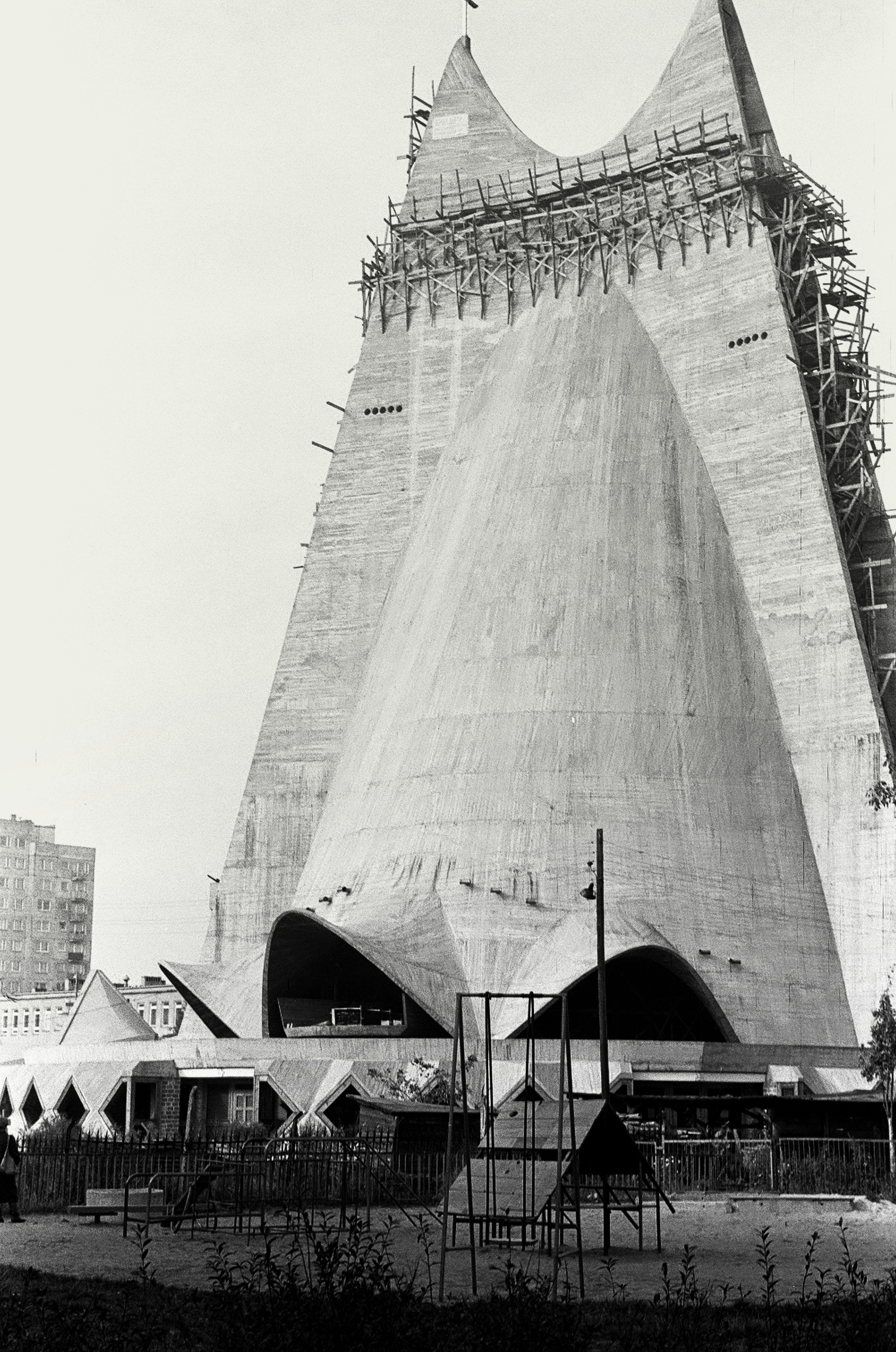
Kościół Miłosierdzia Bożego w Kaliszu (1958), 1977–1993, w budowie (1984)

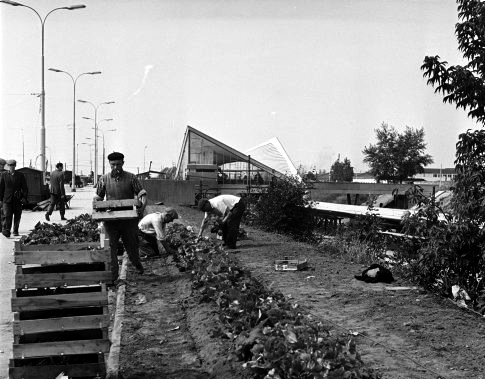
Dworzec PKP Warszawa Ochota (1963)

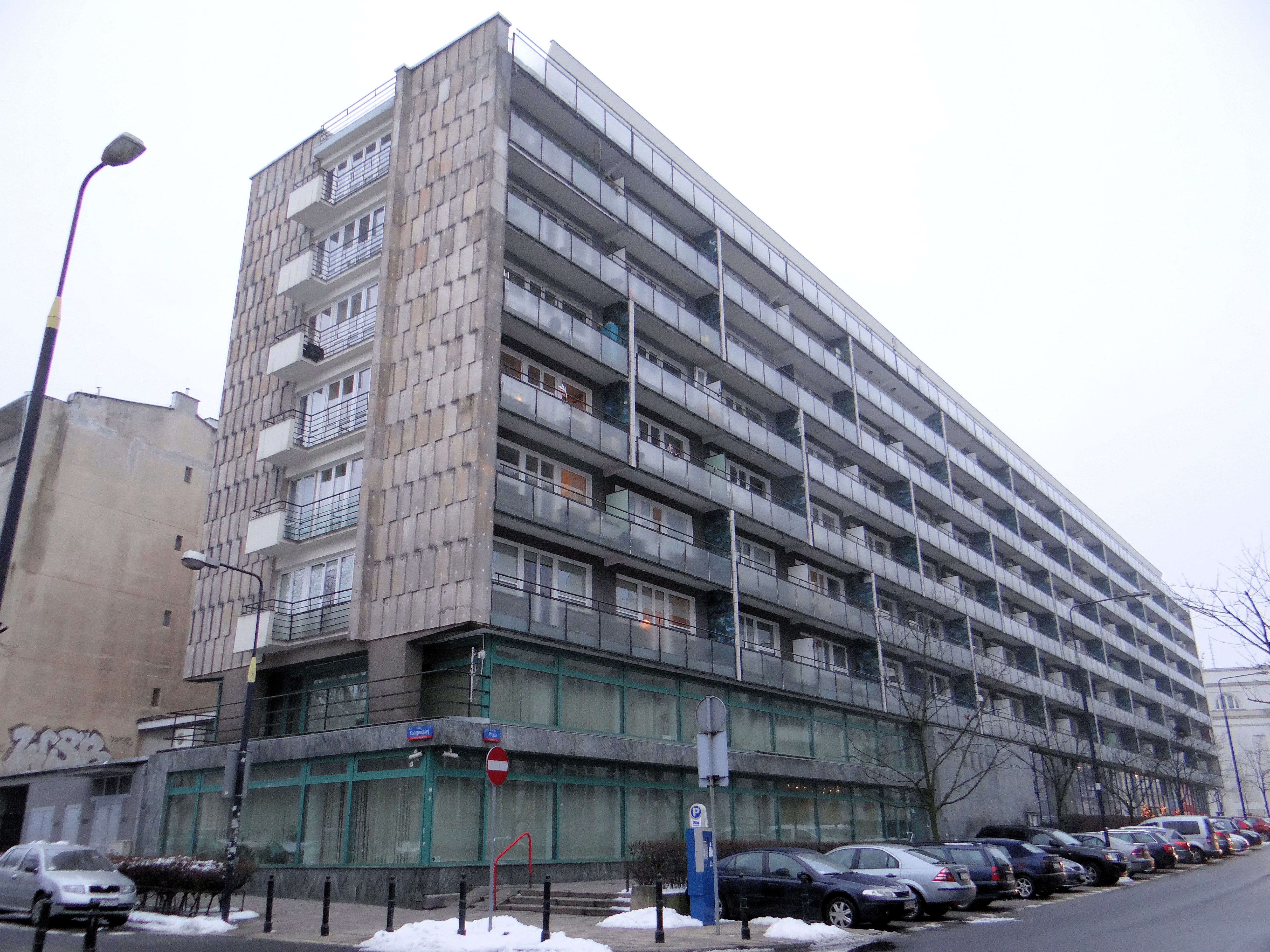
Blok mieszkalny Polskiej Akademii Nauk w Warszawie (1964)

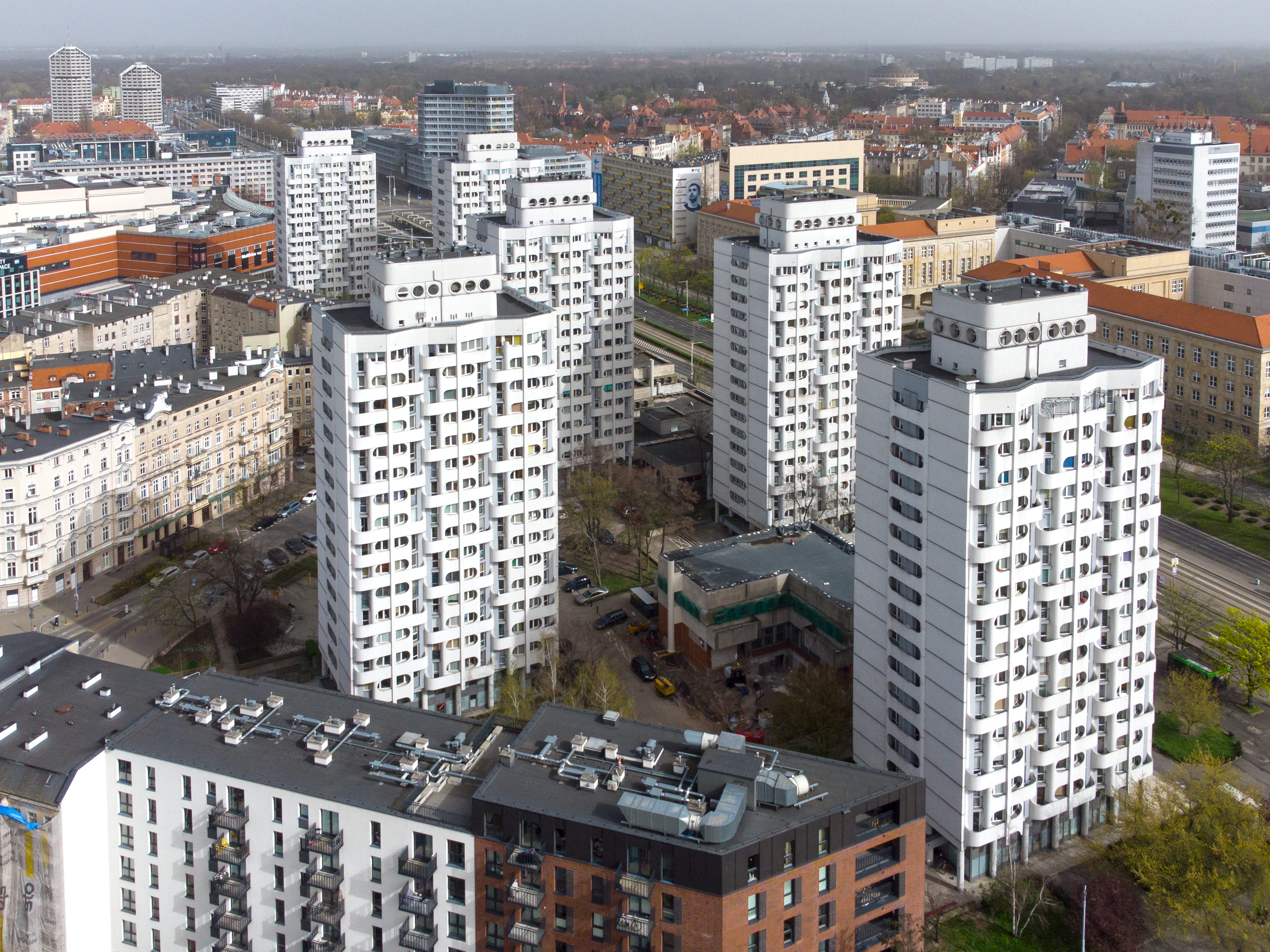
Osiedle na pl. Grunwaldzkim we Wrocławiu, 1967–1975 (2024)

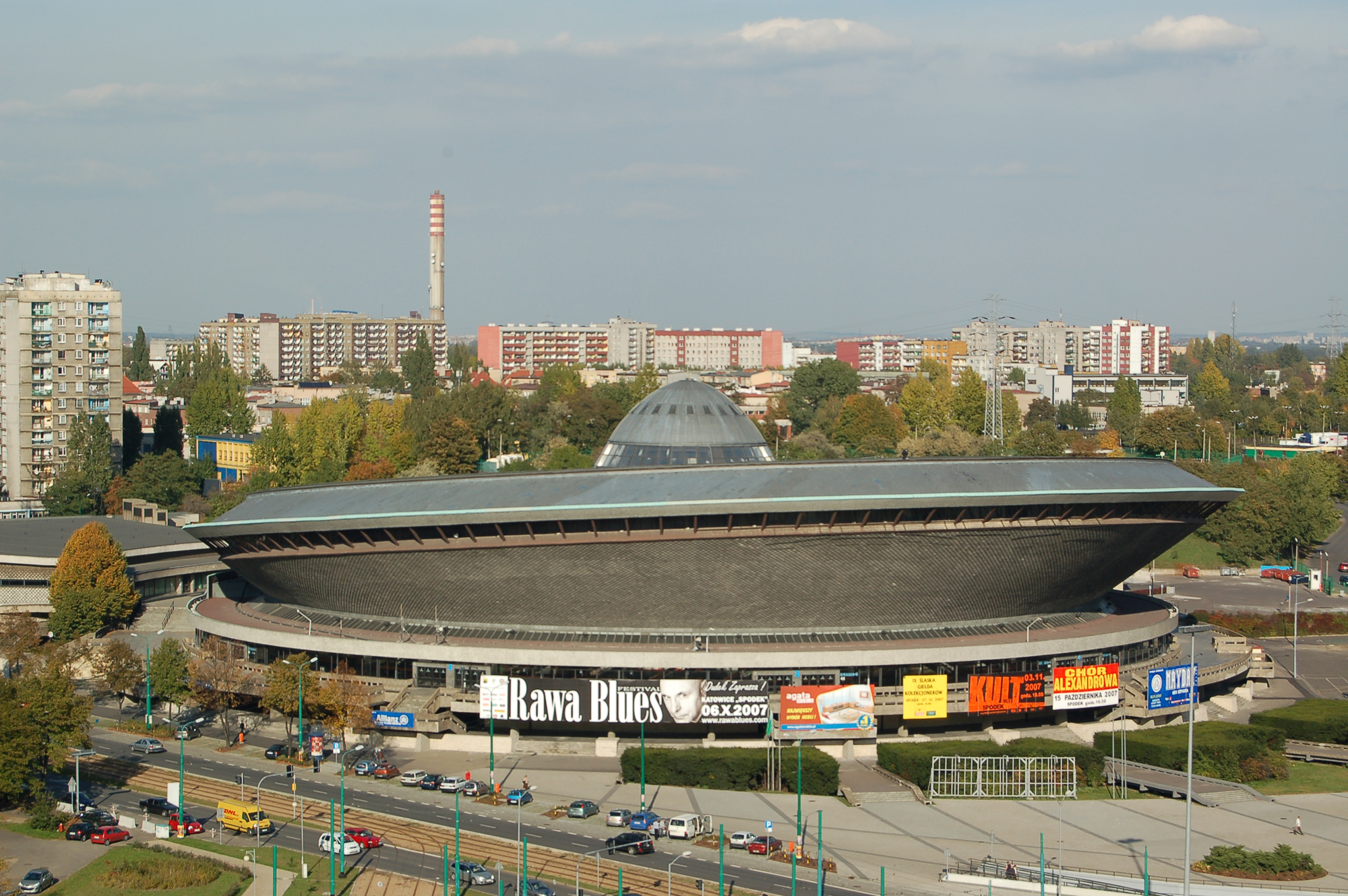
„Spodek” w Katowicach, 1964–1971 (2007)

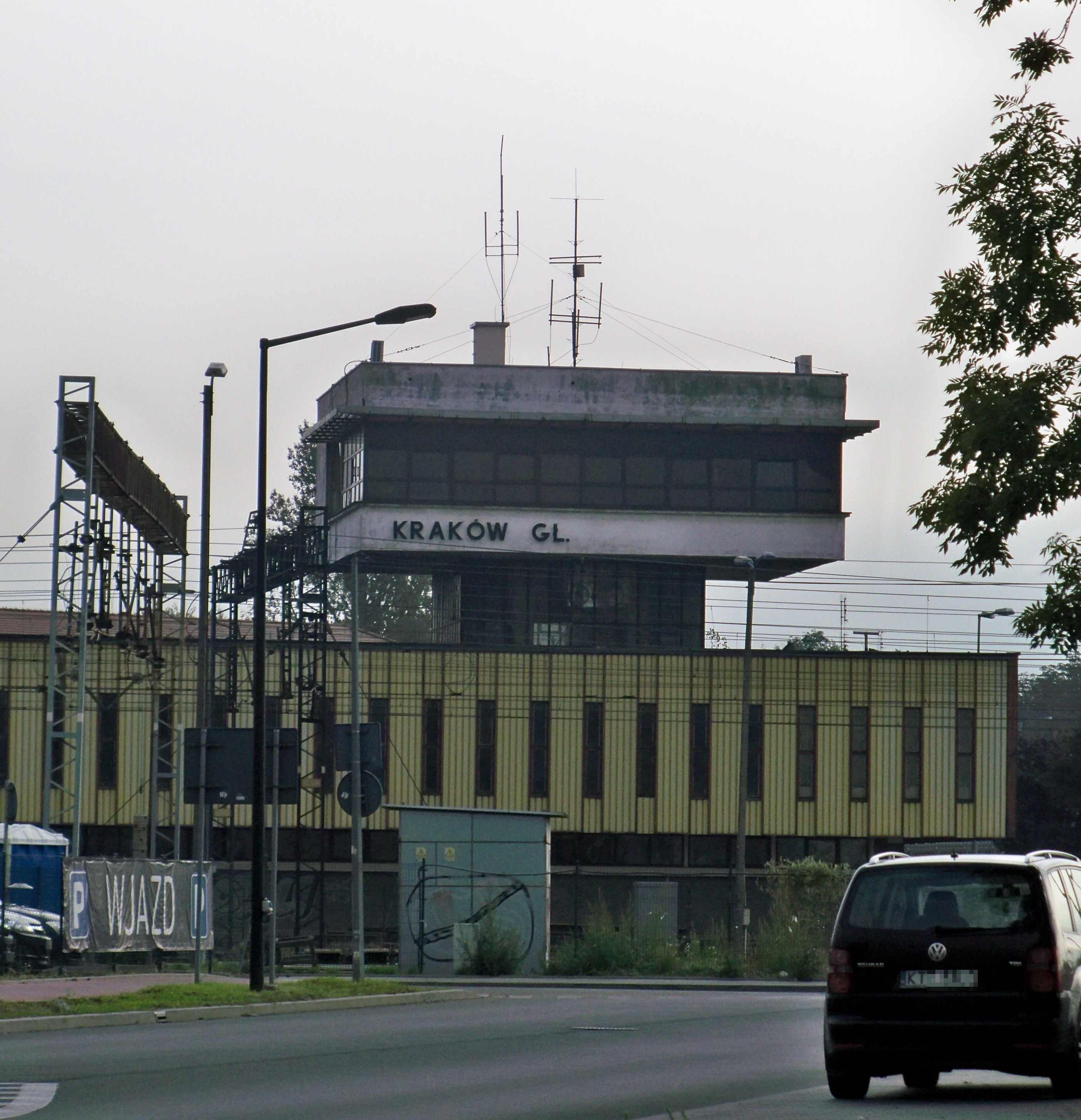
Nastawnia dysponująca z wieżą obserwacyjną z lat 70. na stacji kolejowej Kraków Główny

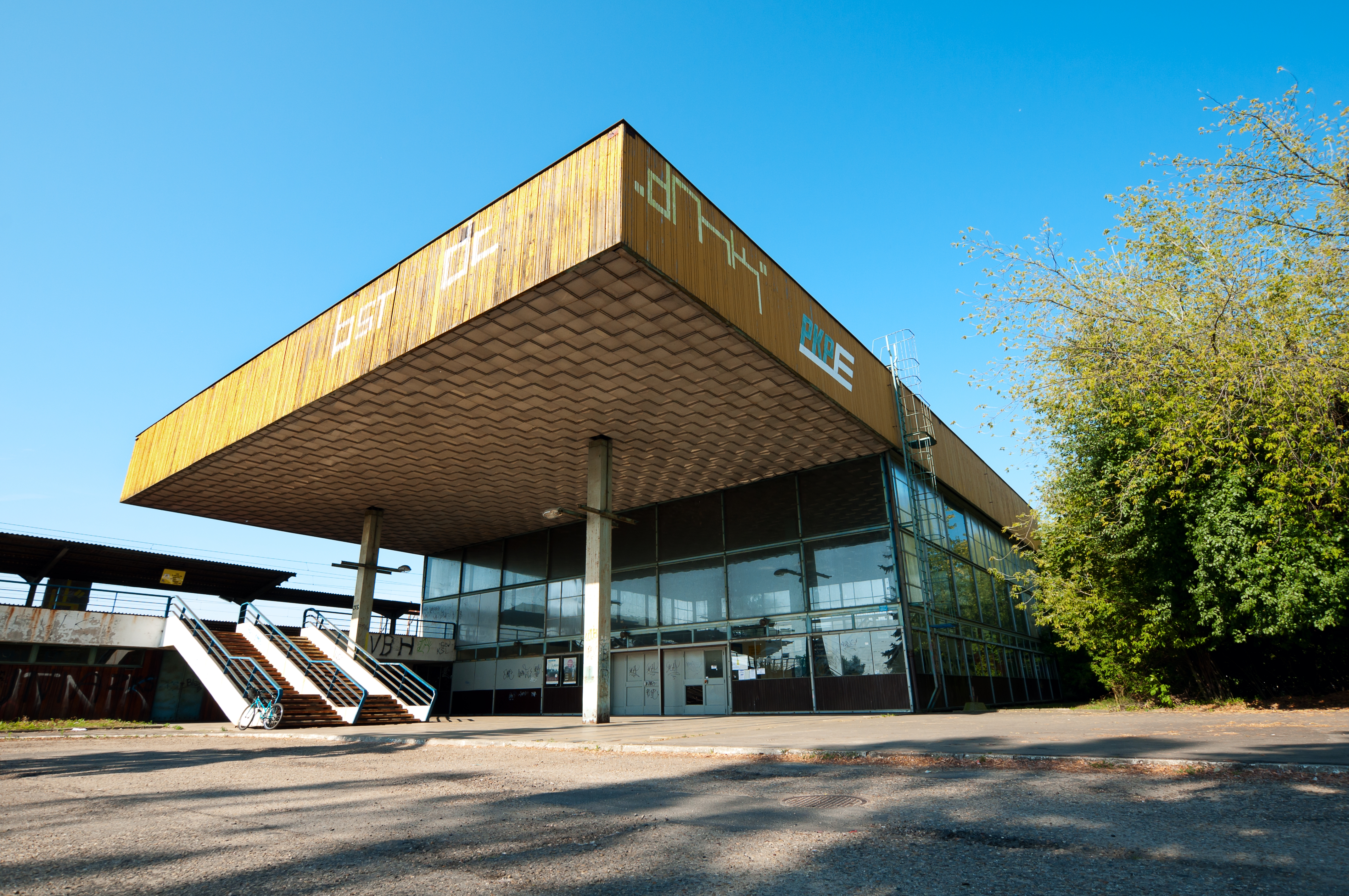
Dworzec kolejowy Tarnów Mościce, 1976 (2012)

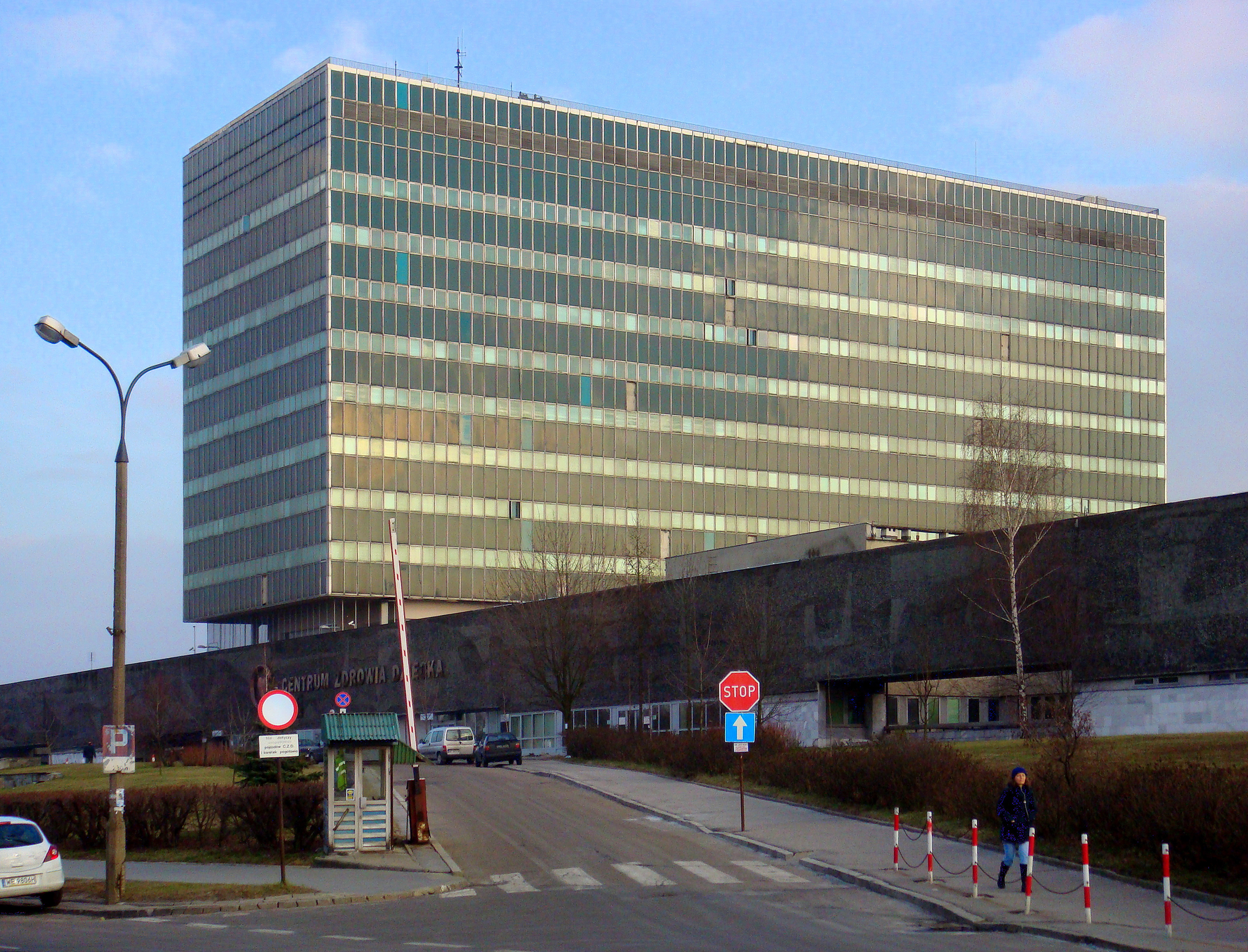
Instytut „Pomnik – Centrum Zdrowia Dziecka” w Warszawie, 1973–1977 (2009)

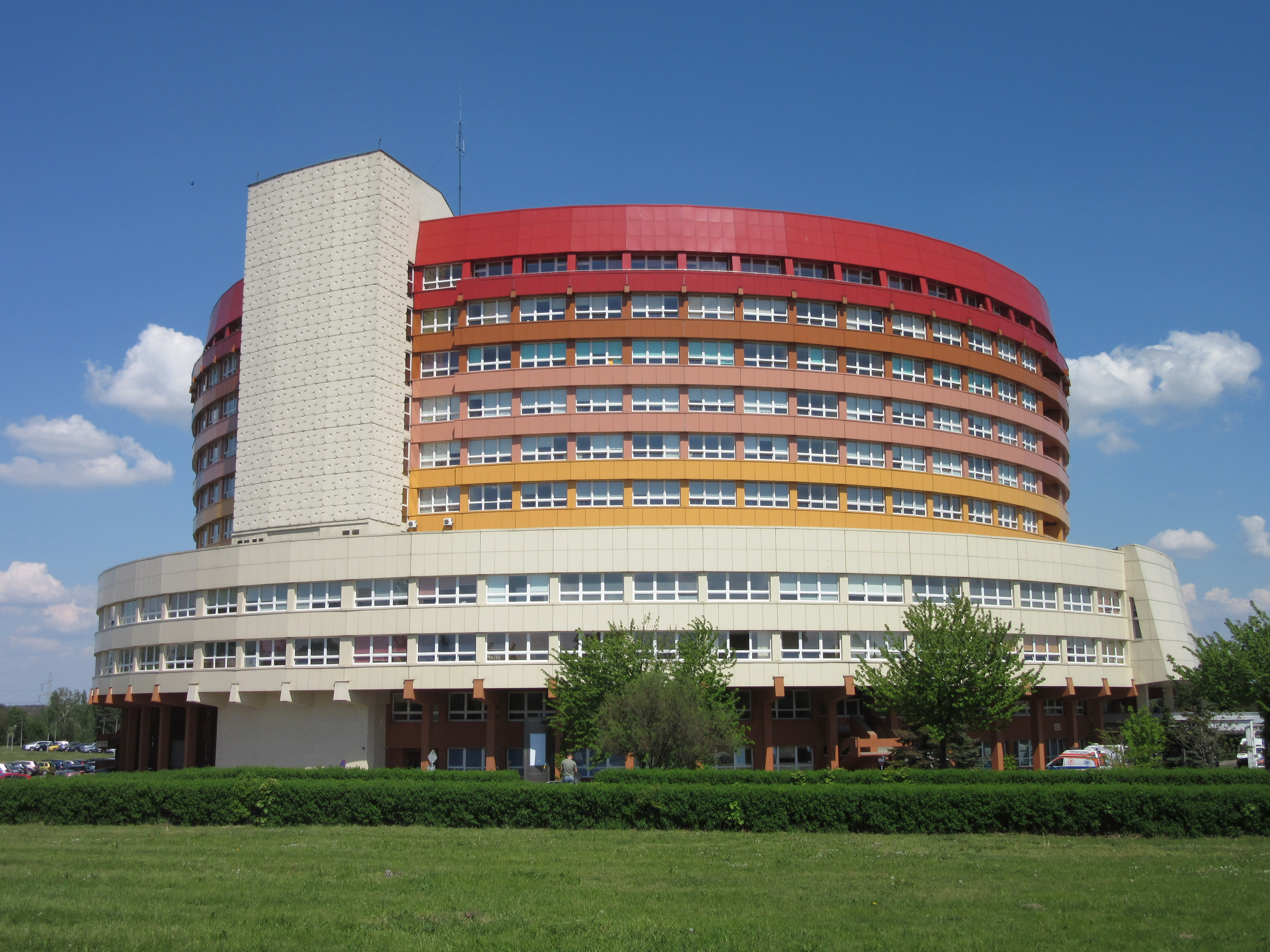
Wojewódzki Szpital Zespolony im. Ludwika Perzyny w Kaliszu, 1973–1989 (2016)

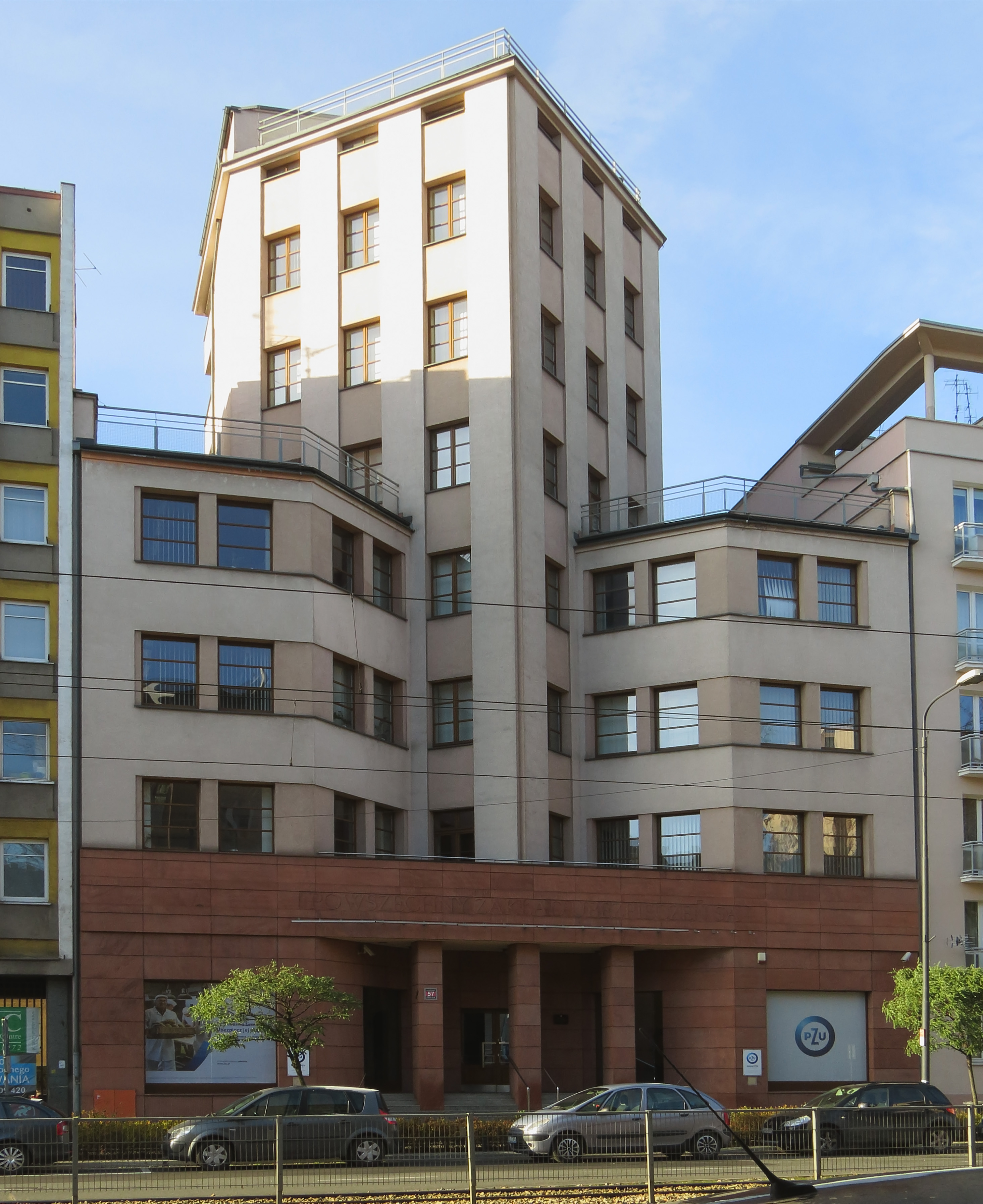
Gmach PZU przy al. Kościuszki 57 w Łodzi, 1932 (2018)

Modernizm – prąd w architekturze, nazywany również funkcjonalizmem. Rozwijał się w Polsce w dwóch fazach, rozdzielonych II wojną światową i wymuszonym okresem socrealizmu w architekturze.

## Charakterystyka
Modernizm w Polsce pojawił się podobnie jak na świecie jako styl architektoniczny będący odpowiedzią na problemy, których nie mogła rozwiązać istniejąca architektura i rosnące wymagania każdego człowieka dotyczące przestrzeni życiowej, higieny, estetyki. Modernizm zgodnie z ideami Le Corbusiera powinien zapewnić każdemu człowiekowi słońce, przestrzeń i zieleń, według Louisa Sullivana forma budynku powinna wynikać z jego funkcji, a zdaniem Arseniusza Romanowicza każdy budynek powinien być funkcjonalny, estetyczny i ekonomiczny. Praktycznym rezultatem historii modernizmu w Polsce jest rezygnacja w XX wieku z budowy podwórek studni, z ciasnych i niskich izb mieszkalnych znanych z dawnych wieków, z grodzenia osiedli i parków, z niewielkich przeszkleń znanych z chat wiejskich oraz z kamienic, a także z ciasnych uliczek pozbawionych kanalizacji na rzecz ulic z szerokimi chodnikami. Zaprzestano także budowy domów w pobliżu fabryk oraz wprowadzono zasadę komponowania jak największej ilości zieleni przy każdym nowym osiedlu mieszkaniowym czyli planowe zadrzewienie.

## Rozwój w Polsce
Przed II wojną światową modernizm stanowił w Polsce styl obiektów elitarnych, takich jak wille, czy też budynków użyteczności publicznej. Jednocześnie powstało kilkanaście modernistycznych osiedli, przede wszystkim spółdzielczych (np. osiedla WSM, TOR w Warszawie). W latach 30. sceptycyzm wobec funkcjonalistycznych tendencji końca lat 20. dał się zauważyć również w Polsce – łączono formy modernistyczne z elementami nadającymi budynkom wrażenie solidności i trwałości oraz z polską sztuką ludową (np. płaskorzeźby Jana Szczepkowskiego). Architektoniczna awangarda międzywojenna w tradycyjnie profrancuskiej Polsce była bardziej pod wpływem Le Corbusiera niż niemieckiego Bauhausu. Modernizm nazywano wtedy „futurystyczną architekturą” i stwierdzono, że „młodzież hołduje teraz maszynizmowi”.
Przed 1939 budynki w stylu modernistycznym były w największej liczbie budowane w Warszawie (Saska Kępa, Stary Żoliborz, Stary Mokotów), Gdyni i Katowicach (tzw. dzielnica południowa i Ligota). W tych miastach znajdują się całe dzielnice z budynkami zbudowanymi w stylu modernistycznym. Dużo budynków modernistycznych zachowało się także w Krakowie, Lwowie, Kaliszu, Łodzi, Stalowej Woli, Toruniu i Bielsku-Białej (Aleje Sułkowskiego, Górne Przedmieście).
Powojenny modernizm miał znacznie większy zasięg. Jego wielki rozkwit nastąpił od 1956–1957, później stanowił w praktyce państwowo uregulowaną wytyczną projektową dla nowych obiektów i trwał aż do końca lat 80. XX w.
Po zmianie ustroju w Polsce w 1989 obserwuje się zjawisko podkreślane przez środowiska publicystyczne oraz architektoniczne, czyli dewastowanie i oszpecanie architektury modernistycznej zarówno przedwojennej, jak i powojennej poprzez nieumiejętne, tandetne remonty prowadzone często na masową skalę nie przez architektów, lecz decydentów. Krytycy takiej działalności wskazują na zły stan wiedzy o historii architektury wśród społeczeństwa oraz prawie całkowite zapomnienie, iż modernizm doskonale cechuje zdanie amerykańskiego architekta L. Sullivana forma wynika z funkcji oraz twierdzenie wybitnej polskiej architekt J. Grabowskiej-Hawrylak, iż modernizm charakteryzuje się pięknymi, białymi fasadami i taką barwę powinno się stosować podczas remontów.

## Przykłady polskiego modernizmu
Listy chronologiczne:

### Do roku 1939
- Zakłady Doświadczalne Szkoły Głównej Handlowej, ul. Rakowiecka 24 w Warszawie, Jan Witkiewicz Koszczyc, 1925-1926
- Sejm RP, ul. Wiejska 2/4/6 w Warszawie, Kazimierz Skórewicz, 1925-1928
- Ministerstwo Wyznań Religijnych i Oświecenia Publicznego, al. Szucha 25 w Warszawie, Zdzisław Mączeński, 1925-1927
- Dom Romualda Gutta, ul. Hoene-Wrońskiego 5 w Warszawie, Romuald Gutt, 1926-1928
- Willa Brukalskich, ul. Niegolewskiego 8 w Warszawie, Stanisław Brukalski i Barbara Brukalska, 1927 – pierwszy przykład awangardowej, modernistycznej architektury rezydencjonalnej II Rzeczypospolitej Polskiej, inspirowany architekturą neoplastycyzmu, holenderskiego architekta Gerrita Rietvelda. Reprezentuje abstrakcyjny modernizm. Dwukondygnacyjny salon. Taras słoneczny na dachu płaskim i dwa balkony. Brak rynien (ówcześnie nowatorski odpływ wewnętrzny). Stalowy maszt flagowy na fasadzie. Neoromantyczny ogród-lapidarium. Warszawska willa została nagrodzona brązowym medalem na Wystawie Światowej w Paryżu w 1937[4].
- Kościół św. Rocha w Białymstoku, Oskar Sosnowski, 1927-1946
- Osiedla spółdzielcze na Żoliborzu w Warszawie – kolonie IV, VII, IX WSM, Stanisław Brukalski z żoną Barbarą, 1927-1932
- Polska Wytwórnia Papierów Wartościowych, ul. Sanguszki 1 w Warszawie, Antoni Dygat, 1927
- Muzeum Narodowe w Warszawie, Al. Jerozolimskie 3, Tadeusz Tołwiński, 1927-1932
- Centralny Instytut Wychowania Fizycznego (obecnie AWF) na Bielanach w Warszawie, Edgar Aleksander Norwerth, 1928–1930
- Zespół Szkół Handlowych w Poznaniu, Stefan Cybichowski, 1928
- Miejska Hala Wystawowa, Kazimierz Ulatowski, 1928
- Pawilony Powszechnej Wystawy Krajowej w Poznaniu (w większości rozebrane) 1929
- Dom rodziny Lachertów, ul. Katowicka 9-11-11a w Warszawie, Bohdan Lachert i Józef Szanajca, 1929 – druga w Polsce realizacja skrajnie awangardowej architektury (tzw. awangardy prymarnej). Przykład nowatorskiej w Polsce, ponieważ spełniającej wszystkie zasady architektury nowoczesnej Le Corbusiera willi z ogrodem dla trzech rodzin, dom wyposażony jest także w taras na dachu płaskim zwany również ogrodem na dachu, każde z trzech oddzielnych mieszkań w domu ma trzy poziomy i mierzy po 150 m². Dom został uznany już w 1929 za najlepszą realizację architektury willowej ówczesnej Warszawy (prof. Lech Niemojewski). Jest to dom-transatlantyk, przedstawiający swoją formą i funkcją inspirację architektów[5][6][7].
- Dom Avenariusów (Lecha Niemojewskiego), ul. Katowicka 7a w Warszawie, Bohdan Lachert i Józef Szanajca, 1938. Przeszklona klatka schodowa prowadzi na taras dachowy przykryty ażurowym daszkiem z okrągłymi otworami. Oryginalny kontrast gładkiego, białego tynku z surowym betonem i szkłem zbrojonym. Przykład purystycznego funkcjonalizmu[8].
- Salon samochodowy i stacja paliw „Auto-Koncern” w Warszawie, ul. Belwederska 16, (po wojnie przebudowany), 1929-1930
- Willa Antoniego i Olimpii Szyllerów w Warszawie, Wał Miedzeszyński 756, Bohdan Lachert i Józef Szanajca, 1929 – Wybitny przykład skrajnego funkcjonalizmu z nurtu purystycznego. Nawiązanie do zasad kompozycji neoplastycznych (abstrakcji geometrycznej). „Mieszkałam na okręcie” - stwierdziła córka właścicieli domu. Dom zburzono w 2002 z powodu poszerzenia ulicy[7]. Prasa ogłosiła, że pozostała tylko „dziura po legendzie Saskiej Kępy”. Zachowano jednak oryginalne, kręte schody stalowe z tarasu dachowego[3].
- Willa płk. Tadeusza Iżyckiego-Hermana, al. Rolna 52, Mokotów, Warszawa, lata 30. XX w[9]. Modernistyczna willa z dużym przeszkleniem, zaokrąglonym tarasem słonecznym i okrągłym oknem była inspirowana ideą architektury okrętowej i została zburzona w 1978 z powodu budowy bloku mieszkalnego przy ul. Podbipięty.
- Osiedle im. Józefa Montwiłła-Mireckiego na Polesiu w Łodzi, 1928-1931
- Osiedle ZUS w Łodzi, osiedle mieszkaniowe w północnej części dawnej łódzkiej dzielnicy Górna, w północnej części obszaru SIM Kurak, w kwartale ulic: Bednarskiej – Unickiej – Sanockiej – Adolfa Dygasińskiego[10]. Tworzy je 7 wielorodzinnych bloków reprezentujących funkcjonalizm w obrębie stylu modernistycznego, wzniesionych w latach 1930–32 przez Stowarzyszenie Budowlano-Mieszkaniowe Zakładu Ubezpieczeń Społecznych.
- Gmach Bank Gospodarstwa Krajowego w Warszawie, Rudolf Świerczyński, 1928-1931. W westybulu zachowano oryginalne, wysokie kolumny pokryte chromoniklem i wyposażone w efektowne reflektory oświetlające wnętrze[11].
- Gmach Ministerstwa Komunikacji przy ulicy Tytusa Chałubińskiego 4/6 w Warszawie, 1929–1931, arch. Rudolf Świerczyński[12]
- Urząd Telekomunikacyjny i Telegraficzny przy ulicy Nowogrodzkiej 45 w Warszawie, 1934, arch. Julian Puterman-Sadłowski[12]
- Dom profesorów Śląskich Technicznych Zakładów Naukowych w Katowicach, ul. Wojewódzka 23, arch. Eustachy Chmielewski, 1929
- Urząd Gminny Janów w Katowicach, ul. Szopienicka 59, arch. Tadeusz Michejda, 1931. Monumentalny, modernistyczny ratusz z wysoką wieżą zegarową wyposażoną w taras rekreacyjny na dachu płaskim zwieńczonym masztem flagowym udekorowanym metaloplastyką w stylu art déco. Dużo okrągłych okien. Na pustej ścianie wielki, efektowny napis „URZĄD GMINNY JANÓW” wykonany ze stali chromowanej w stylu art déco. Budynek uległ dewastacji po wojnie poprzez dodanie szpetnej murowanej nadbudówki nad zegarem i usunięcie masztu wraz z napisem[13][14].
- Gmach Urzędu Skarbowego Drapacz Chmur w Katowicach, ul. Żwirki i Wigury 15, arch. Tadeusz Kozłowski, konstrukcja Stefan Bryła 1929-30
- Budynek szkoły parkowej w Tarnowskich Górach, ul. Stanisława Wyspiańskiego 1-3, arch. Martin Stefke, 1929-32
- Kościół garnizonowy św. Kazimierza w Katowicach, ul. Skłodowskiej Curie, arch. Leon Dietz d’Arma, współpraca Jerzy Zarzycki, 1930
- Szkoła Podstawowa nr 7 w Czechowicach-Dziedzicach przy ul. Szkolnej 6, 1937. Oryginalna, swobodna gra wielkich białych brył i szkła okien wstęgowych w przestrzeni wskazuje na wybitny przykład skrajnego funkcjonalizmu z nurtu purystycznego w polskim gmachu szkolnym. Nawiązanie do zasad kompozycji neoplastycznych (abstrakcji geometrycznej)[15].
- Dom Harcerza (Młodzieżowy Dom Kultury Łazienkowska), ul. Łazienkowska 7, Warszawa. Arch. Tadeusz Ptaszycki, 1938. Styl łączący funkcjonalizm nurtu corbusierowskiego ze zmodernizowanym klasycyzmem. Inspiracją jest kolej linowa na Kasprowy Wierch. Budynek wyróżnia się efektownym, dużym przeszkleniem od frontu kontrastującym z kamienną fasadą z piaskowca i bazaltu oraz z oryginalną wieżą obserwacyjną i tarasem z widokiem na korty tenisowe od tyłu. Budynek uległ dewastacji po wojnie kiedy zlikwidowano oryginalną, finezyjną stolarkę okienną z bardzo cienkimi ramami we wszystkich oknach i wymieniono je na grube co zmniejszyło powierzchnię przeszkleń zwłaszcza w bazaltowej ramie i w wieży. Przemalowano również daszek nad wejściem z koloru piaskowego na czarny, zmieniono kolor kamiennej balustrady schodów z koloru piaskowego na czarny, usunięto stalowy maszt flagowy z fasady i zainstalowano nieoryginalną białą stolarkę okienną z plastiku (zamiast smukłych okien drewnianych z lakierem bezbarwnym) co negatywnie wpłynęło na estetykę formy budynku[16].
- Kamienica mieszkalna, ul. Jaworzyńska 6 w Warszawie, Helena Syrkusowa, 1939 – oryginalna fasada z oknami wstęgowymi świadczy o inspiracji architekturą Le Corbusiera. Pierwotnie balkony były ozdobione luksferami[17].
- Gmach Biblioteki Jagiellońskiej w Krakowie, Wacław Krzyżanowski, 1931-1939
- Tor wyścigów konnych Służewiec, ul. Puławska 266 w Warszawie, Zygmunt Plater-Zyberk, 1931-1939
- Pływalnia solankowo-termalna w Ciechocinku, Romuald Gutt i Aleksander Szniolis, 1931-32
- Hotel Patria w Krynicy, Bohdan Pniewski, 1932
- Dom jednorodzinny na Saskiej Kępie w Warszawie, ul. Francuska 2, Lucjan Korngold, Piotr Lubiński, 1935. „Willę tę przyjęło się zaliczać do najlepszych osiągnięć lat trzydziestych. Niezwykle śmiałe rozwiązanie spirali schodów i daleko wysuniętej płyty tarasu było na pewno osiągnięciem w pełni świadczącym o wpływach Le Corbusiera[17].”
- Sanatorium Wojskowe w Otwocku, Edgar Aleksander Norwerth, 1935[18]
- Sanatorium „Wiktor” w Żegiestowie, Jan Bagieński, Zbigniew Wardzała, 1936
- Willa mieszkalna rodziny Orłowów pokryta żółtym klinkierem, z tarasem rekreacyjnym na dachu płaskim, ul. Buska 9, Warszawa, arch. Henryk Oderfeld i Ludwik Tokar, 1936[19]
- Dom Związku Powstańców Śląskich, ul. Matejki 3 w Katowicach, arch. Zbigniew Rzepecki 1936
- Willa Zygmunta Rakowicza na Żoliborzu w Warszawie, ul. Czarnieckiego 53, arch. Aleksander Kodelski, 1936. Inspiracją jest kolej linowa na Kasprowy Wierch. Styl łączący funkcjonalizm nurtu corbusierowskiego ze zmodernizowanym klasycyzmem[20].
- Apartamentowiec „Dom pod żaglem” w Alei Przyjaciół 3 w Warszawie, arch. Juliusz Żórawski, 1937. „W domu w Alei Przyjaciół dzięki zastosowaniu konstrukcji szkieletowej udało się Juliuszowi Żórawskiemu zrealizować w pełni 5 zasad Le Corbusiera[17].” Całkowicie przeszklona fasada dzięki rzędom portfenetrów i taras na dachu pod smukłym żaglem wykonanym z żelazobetonu.
- Osiedle mieszkaniowe w Alejach Sułkowskiego w Bielsku-Białej, 1934-1937
- Gmach Główny Muzeum Narodowego w Krakowie, Czesław Boratyński, Edward Kreisler, Bolesław Schmidt, 1934–1939
- Kamienica Jana Wedla, ul. Puławska 26 i 28 w Warszawie, Juliusz Żórawski, 1935–1938
- Gmach Starostwa Krajowego Pomorskiego w Toruniu, arch. Jerzy Wierzbicki, 1935-36
- Gmach Poczty Głównej we Włocławku, al. Fryderyka Chopina 54, arch. Maksymilian Goldberg, 1935-37
- Gmach Muzeum Śląskiego w Katowicach (zburzony w latach 1941–1944), arch. Karol Schayer, 1934-36
- Zakład Ubezpieczeń Społecznych w Gdyni, Roman Piotrowski, 1935-1936
- Gmach Urzędów Niezespolonych w Katowicach, pl. Sejmu Śląskiego 1, arch. Witold Kłębkowski, Lucjan Sikorski (1937)
- Willa dyrektora PZL w Mielcu (1937-1938)
- Gmach Komunalnej Kasy Oszczędności w Bielsku-Białej, przy pl. Bolesława Chrobrego, Paweł Juraszko, 1938
- Hotel Górski PTTK Kalatówki w Zakopanem, 1938, arch. Józef Jaworski. Modernizm w stylu alpejskim. Budynek uległ dewastacji po 1989 kiedy zlikwidowano oryginalną wstęgę z białego betonu dookoła gmachu, pełniącą rolę balustrady tarasu i będącą integralną częścią estetyki formy[21].
- Dom Żeglarza Polskiego, obecnie Wydział Nawigacyjny – Akademia Morska w Gdyni, Bohdan Damięcki, Tadeusz Sieczkowski, 1938–1939
- Budynek Dyrekcji Naczelnej Huty Stalowa Wola (1938-1939)
- Pawilon polski na wystawie światowej w Nowym Jorku, 1939
- Szklany Dom na Żoliborzu, ul. Mickiewicza 34/36 w Warszawie; Juliusz Żórawski, 1938-1941 – przykład luksusowego apartamentowca z mieszkaniami o powierzchni od 33 do 177 m² każde, z dużym i dwupoziomowym tarasem rekreacyjnym na dachu płaskim, który ozdobiono roślinnością i wyposażono w ławy, solarium oraz w smukłe, żelbetowe zadaszenie w oryginalnej formie. Mieszkania charakteryzują się dużymi przeszkleniami. Budynek ma podziemny garaż. Zachowano oryginalne, kręte schody stalowe na tarasie dachowym i żelbetowe wraz z pergolą na podwórku[22]. „Niewątpliwie Szklany Dom jest pełną syntezą polskiego corbusieryzmu. W niemałym polskim wkładzie w europejski modernizm Szklany Dom zajmuje miejsce czołowe[23]”.

### Po roku 1945
- Przystań wioślarska YMCA przy Wale Miedzeszyńskim 397 nad Wisłą w Warszawie, Arseniusz Romanowicz, Piotr Szymaniak, 1948. Budynek będący wyjątkowo udanym przykładem wpisania architektury w krajobraz uległ dewastacji po 1989 kiedy zlikwidowano oryginalne, żelbetowe kręte schody zewnętrzne prowadzące nad Wisłę i będące integralną częścią estetyki formy. Bryła budynku od strony północnej dzięki swojej konstrukcji efektownie i lekko wisiała w powietrzu nad ziemią, ale dawne podcienia zostały już zasłonięte poprzez budowę prowizorycznego garażu[24].
- Centralny Dom Towarowy (CDT) w Warszawie, proj. arch. Zbigniew Ihnatowicz, arch. Jerzy Romański, 1949–1951[25]
- Dom Towarowy Okrąglak w Poznaniu, Marek Leykam, 1949-1954
- „Mezonetowiec” we Wrocławiu, ul. Kołłątaja 9-12, Jadwiga Grabowska-Hawrylak, 1960. Pierwszy w Polsce modernistyczny blok mieszkalny z dwupoziomowymi lokalami, z kilkoma balkonami na każdy i z dwustronnym doświetleniem oraz z tarasem na dachu płaskim i pasażem handlowym na parterze co świadczy o wpływach architektury Le Corbusiera[26].
- Liceum im. Jose Marti przy ulicy Staffa 111 w Warszawie, Jan Zdanowicz, 1961. Jest jedyną szkołą z czasów Polski Ludowej o całkowicie przeszklonych elewacjach i z tarasami rekreacyjnymi na dachach płaskich (aktualnie tylko jeden taras z ośmiu jest czynny)[24]. Budynek cechuje wyraźna inspiracja Bauhausem. Przykład nietypowej formy architektonicznej wyróżniającej się pozytywnie z typowej i miernej architektury szkół polskich w czasach socjalizmu. Po latach wszystkie detale całej kompozycji w tym oryginalna czarno-biała kolorystyka oraz niektóre przeszklenia zostały usunięte i niegdyś piękna szkoła upodobniła się do typowych szkół „tysiąclatek”[27].
- Szkoła tysiąclecia w Warszawie (IX Liceum Ogólnokształcące i Szkoła Podstawowa nr 171) przy ul. Emilii Plater 29, Jan Zdanowicz, 1961. Nietypowy projekt architektoniczny, będący rzadką próbą przełamania monotonii budynku szkolnego poprzez bogate rozrzeźbienie brył, budowę podcieni wzdłuż fasad zamiast typowych suteren, zastosowanie białego tynku kontrastującego z czerwonym klinkierem zamiast typowego szarego betonu, zastosowanie balkonów na wszystkich piętrach oraz podwyższenie sufitów i wyposażenie ich w świetliki, co wpłynęło na komfort użytkowania zarówno przez uczniów, jak i kadrę pedagogiczną. Ponadto kolumny między oknami rozmieszczone są rzadko, aż co trzy okna dzięki czemu wyraźnie zwiększono powierzchnię przeszkleń w porównaniu do innych budynków tamtych czasów. Budynek wyróżnia się wyjątkową formą i funkcją z typowych szkół „tysiąclatek”[28].
- Szkoła Rzemiosł w Warszawie, ul. Felińskiego 13, Mieczysław Gliszczyński, 1968. Budynek szkoły wyróżnia się wieloma rzadkimi detalami architektonicznymi jak m.in. barwne mozaiki Gabriela Rechowicza (większość zniszczono) oraz nietypowa czarno-biała kolorystyka okien mająca nadawać im lekkości oraz optycznie znacznie powiększająca ich przeszklenia (ramy okien przemalowano na biało, niezgodnie z projektem jak w typowych gmachach szkolnych)[29].
- Ściana Wschodnia w Warszawie (Wars, Sawa, Sezam, Junior, Rotunda PKO, kino „Relax”, biurowiec „Uniwersal”), ul. Marszałkowska 100–122, Zbigniew Karpiński z zespołem, 1962–1969[30]
- Bar „Wenecja” w Warszawie przy al. Solidarności 128, Jerzy Sołtan i Zbigniew Ihnatowicz, 1961. Budynek modernistyczny w tzw. stylu brukselskim zbudowany po powrocie architekta Jerzego Sołtana z kilku lat owocnej współpracy z Le Corbusierem w Paryżu (1945-1949). Budynek uległ dewastacji po 1989 kiedy wymieniono klinkier fasadowy na inny kolor i rozmiar oraz zabudowano tarasy i zlikwidowano oryginalne, żelbetowe schody zewnętrzne będące integralną częścią estetyki formy[24].
- Supersam w Warszawie przy placu Unii Lubelskiej, Jerzy Hryniewiecki i Wacław Zalewski, 1959-1962 (obiekt zburzony)
- Przystanek Ochota linii średnicowej PKP, Al. Jerozolimskie w Warszawie, Arseniusz Romanowicz i Piotr Szymaniak (proj. 1954) 1963[31]
- Przystanek Powiśle linii średnicowej PKP, Al. Jerozolimskie w Warszawie, Arseniusz Romanowicz i Piotr Szymaniak 1963[32]
- Podziemny dworzec kolejowy Warszawa Śródmieście, Jerzy Sołtan i Wojciech Fangor, 1963[33]
- Szkoła przy ul. Michała Grażyńskiego 17, Katowice-Koszutka, Stanisław Kwaśniewicz, 1962. Przykład nietypowej formy oraz jaskrawej, biało-czerwonej kolorystyki budynków, co było niespotykane w architekturze szkół polskich w czasach socjalizmu.
- Wieżowiec przy al. Jerzego Waszyngtona 2b w Warszawie, Marek Leykam, 1963 – jedyny blok mieszkalny w Polsce Ludowej z całkowicie szklaną fasadą (ściana kurtynowa) wzorowaną na architekturze amerykańskiej lat 50. XX wieku (Ludwig Mies van der Rohe). Na skutek awarii i braku zachodnich materiałów budowlanych wysokiej jakości zamurowano przeszklenia w latach 70. XX w[34].
- Osiedle Prototypów na Mokotowie w Warszawie, Jerzy Skrzypczak, 1965[35].
- Biurowiec „Biprocemwap” w Krakowie, Wojciech Buliński, Natalia Stańko, 1959-66[36]
- Hotel „Cracovia” (1959-65) i Kino „Kijów” (1959-67) w Krakowie, proj. Witold Cęckiewicz
- Dom wielorodzinny Spółdzielni Mieszkaniowej Pracowników Polskiej Akademii Nauk w Warszawie przy ul. Wiejskiej 20, Jerzy Gieysztor, 1964 – nietypowy blok mieszkalny unoszący się w powietrzu nad ziemią na antropomorficznych słupach z żelazobetonu (fr. pilotis) z dużymi, dwustronnymi, trójstronnymi i czterostronnymi lokalami oferujący standard luksusowej modernistycznej kamienicy, wyposażony w taras wypoczynkowy i basen na dachu płaskim, pasaż handlowy na parterze oraz podziemny garaż i spełniający wszystkie pięć zasad architektury nowoczesnej Le Corbusiera był wyjątkiem w Polsce Ludowej. Wszystkie mieszkania w tym budynku są co najmniej dwustronne, a pokoje są szerokie i każdy pokój ma własny balkon (co należało ówcześnie do rzadkości)[28]. Budynek wyróżnia stylistyka op-artu[37]. Blok mieszkalny został zaliczony do dziesięciu „najlepszych, innowacyjnych rozwiązań polskiej architektury mieszkaniowej” po wojnie według magazynu Architektura Murator (02.10.2018).
- Superjednostka, Katowice, arch. Mieczysław Król, 1967
- Separator, biurowiec wzniesiony na smukłych, żelazobetonowych słupach (fr. pilotis), które zostały ozdobione namalowanym na nich oryginalnym czarno-białym, geometrycznym wzorem w stylu op-art, Katowice, arch. Stanisław Kwaśniewicz, 1968
- Haperowiec, Katowice, arch. Jurand Jarecki, 1968
- Dom Meblowy „Emilia” w Warszawie, proj. Marian Kuźniar, Czesław Wegner, 1967–1969
- Hala widowiskowo-sportowa Spodek w Katowicach, Maciej Gintowt, Maciej Krasiński, 1964-1971 – jeden z pierwszych w skali światowej obiektów z dachem zrealizowanych w systemie tensegrity, w formie wielkiej nachylonej półczaszy nakrytej płaszczyzną zawieszoną na napiętych na obwodzie linach.
- Osiedle Za Żelazną Bramą w Warszawie, Jerzy Czyż, Andrzej Skopiński, 1972 – 19 wysokich bloków mieszkalnych, fasady z geometrycznymi wzorami wyposażone w liczne, praktyczne portfenetry zapewniające pełne nasłonecznienie mieszkań. Architekt Andrzej Skopiński wspominał o planowanych, lecz niezrealizowanych z woli ówczesnych decydentów ogrodach i kawiarniach na dachach: „Projektowaliśmy krótko, dyskutowaliśmy długo. A nam marzyły się wiszące ogrody za Żelazną Bramą. Ale o estetyce zagospodarowania przestrzeni, o pomysłach urbanistycznych nie bardzo mieliśmy komu mówić. To nikogo nie interesowało[38].” W latach 90. przy okazji remontu osiedla usunięto oryginalne luksfery na fasadach budynków, które wcześniej doświetlały pomieszczenia dla oczekujących na windy i klatki schodowe, po czym zastąpiono je małymi oknami niedającymi spójnego efektu smukłej elewacji co zniszczyło precyzyjnie dopracowaną kompozycję szkła i muru stworzoną aby beton nie dominował w sylwetkach bloków mieszkalnych[39].
- Obserwatorium Wysokogórskie na Śnieżce, Witold Lipiński i Waldemar Wawrzyniak, 1966-1974
- Osiedle mieszkaniowe Plac Grunwaldzki („Bunkrowce”) we Wrocławiu, Jadwiga Grabowska-Hawrylakowa, 1967-1973 – zespół sześciu wieżowców i trzech pawilonów usługowych usytuowanych na platformie, strefie pieszej zwanej esplanadą, przykrywającej parking. Przykład brutalizmu w architekturze[40]. Plastyczne, lecz zarazem bardzo strukturalne i tektoniczne elewacje wykonane zostały z prefabrykowanych elementów betonowych. Rzadki wśród osiedli mieszkaniowych przykład zastosowania tarasów widokowych na dachach płaskich, wyposażonych w świetlice z łazienkami (architektka planowała zazielenienie tarasów)[41] oraz fasad pokrytych estetycznymi płytkami ceramicznymi tzw. klinkierem. W 2016 wyremontowano bloki mieszkalne, lecz usunięto oryginalne szklane luksfery, które architektka zainstalowała celowo aby nadać wieżowcom lekkość, aby beton nie dominował w ich sylwetkach i aby uzyskać efekt iluminacji architektury. Usunięte już luksfery podcinały partery wieżowców i podcinały również ich nadbudówki, czyli świetlice na dachach co pozwalało uzyskać oryginalny efekt wizualny[42]. Usunięto także efektowny klinkier[43].
- Hala widowiskowo-sportowa Arena w Poznaniu, Jerzy Turzeniecki, 1974
- Blok mieszkalny „Tarasowiec” przy ul. Armii Krajowej 77 na Osiedlu Widok w Krakowie, Krzysztof Bień, 1974. Nietypowy blok mieszkalny z obszernymi tarasami z miejscem na roślinność co tworzy efekt ściany zieleni na budynku i przestronne mieszkania oraz podziemny garaż. „Tarasowce” były rzadko budowane w czasach PRL.
- Kościół Matki Bożej Królowej Polski w Krakowie (Arka Pana), Wojciech Pietrzyk, 1967-1977
- Pijalnia Główna w Krynicy, Zbigniew Mikołajewski, Stanisław Spyt, 1971
- Dworzec kolejowy w Katowicach, Wacław Kłyszewski, Jerzy Mokrzyński, Eugeniusz Wierzbicki, 1972
- Nastawnia dysponująca z wieżą obserwacyjną należąca do dworca kolejowego Kraków Główny, lata 70. XX w[44][45].
- Dworzec kolejowy Warszawa Centralna, Arseniusz Romanowicz, 1975 – budynek został uznany przez szwajcarskiego architekta, krytyka i historyka sztuki Wernera Hubera za „przykład wybitnej architektury modernizmu, perła na szynach”[46]. Huber powiedział także, że „Dworzec Warszawa Centralna deklasuje krewnych z Zachodu”[47] oraz że to „znakomita przestrzeń publiczna: hala główna dworca Warszawa Centralna w swoim pierwotnym kształcie”[48]. Dworzec Centralny w Warszawie stanowi „naprawdę spektakularną spuściznę polskiego powojennego modernizmu” według niemieckiego architekta i publicysty aktywnego w Szwajcarii Wolfganga Kila[49].
- Dworzec kolejowy Tarnów-Mościce według projektu Stanisława Wilkosza, 1976. Przykład dworca funkcjonalistycznego, o wysokiej jakości wykonania, mocno zakorzenionego w architekturze zachodnioeuropejskiego modernizmu. Charakteryzuje się spektakularnym przeszkleniem oraz nietypowym detalem. Dworzec ten wyróżnia się pozytywnie ze złej, typowej i oszczędnościowej architektury czasów PRL, którą przedstawiał na przykład dworzec kolejowy w Płaszowie (1967). Dworzec kolejowy Tarnów-Mościce reprezentuje „piękno polskiej architektury” według magazynu Architektura Murator (10/2020).
- Księgarnia „Uniwersus” w Warszawie, ul.Belwederska 20/22, Leszek Sołonowicz, 1975-1980. Największa księgarnia Warszawy czasów Edwarda Gierka. Przykład brutalizmu w architekturze. Nowatorska konstrukcja stalowa pozwalająca na tworzenie wielkich pomieszczeń bez słupów. Urządzenia produkcji zachodniej takie jak klimatyzacja i kurtyny powietrzne. Budynek wykończony sjenitem, szkłem, aluminium i wewnątrz drewnem. Oryginalna wieża obserwacyjna wzbogaca formę i funkcję budynku oraz zapewnia widok na Łazienki Królewskie[50].
- Ściana Zachodnia w Warszawie, Jerzy Skrzypczak z zespołem, 1972–1989 (budowę przerwano w 1989).
- Centralny Szpital Kliniczny Uniwersytetu Medycznego w Łodzi, usytuowane pomiędzy ulicami: Pomorską, Mazowiecką i Czechosłowacką, we wschodniej części Łodzi, na obszarze osiedla Niciarniana. Budowa obiektu trwała od 1975, a oficjalnie zakończyła się dopiero w 2013.

## Ważniejsze obiekty niemieckiego modernizmu w Polsce
- Hala Stulecia we Wrocławiu, Max Berg, 1913
- Wieża Górnośląska w Poznaniu, częściowo zburzona, obecnie Iglica (pawilon 11) Targów Poznańskich, Hans Poelzig, 1911
- Pawilon Czterech Kopuł we Wrocławiu, Hans Poelzig, 1913
- Biurowiec we Wrocławiu, Hans Poelzig, 1912
- Apteka „Pod Murzynem” we Wrocławiu, Adolf Rading, 1925-1928
- Biurowiec przy Rynku 9-11 we Wrocławiu, 1931
- Dom Tekstylny Weichmanna w Gliwicach, Erich Mendelsohn, 1921-1922
- Dom towarowy Rudolf Petersdorff we Wrocławiu, Erich Mendelsohn, 1927-1928
- Osiedle-wystawa Deutsche Werkbundu WUWA we Wrocławiu, 1929
- Stacje kolejowe na linii nr 430: Stare Bielice – Drezdenko – Skwierzyna 1932-1936, Wilhem Beringer

## Główni przedstawiciele modernizmu w Polsce
| - Barbara Brukalska - Stanisław Brukalski - Henryk Buszko - Eustachy Chmielewski - Aleksander Franta - Jadwiga Grabowska-Hawrylak - Zbigniew Ihnatowicz - Bohdan Lachert - Marek Leykam - Maciej Nowicki - Bohdan Pniewski - Arseniusz Romanowicz - Halina Skibniewska - Jerzy Sołtan - Karol Schayer | - Szymon Syrkus i Helena Syrkusowa - Józef Szanajca - Romuald Gutt - Czesław Przybylski - Zygmunt Stępiński - Oskar Sosnowski - Adolf Szyszko-Bohusz - Juliusz Żórawski - zespół „Tygrysów”: Wacław Kłyszewski, Jerzy Mokrzyński, Eugeniusz Wierzbicki - Lucjan Korngold |